# Throatzillaaa
Throatzillaaa è un singolo della cantante statunitense Slayyyter, pubblicato il 12 novembre 2020 come secondo estratto dall'album di debutto Troubled Paradise.

## Video musicale
Il solo video lyrics della canzone è stato reso disponibile il giorno successivo alla pubblicazione del singolo.

## Tracce
1. Throatzillaaa – 3:05 (testo: Catherine Slater,Spencer Hawk)